# Reithrodon
Reithrodon là một chi động vật có vú trong họ Cricetidae, bộ Gặm nhấm. Chi này được Waterhouse miêu tả năm 1837. Loài điển hình của chi này là Reithrodon typicus Waterhouse, 1837.

## Các loài
Chi này gồm các loài: